# Paukov cvijet
Paukov cvijet (kleome, lat. Cleome nom. cons.), rod jednogodišnjeg raslinja iz porodice Cleomaceae s oko 200 priznatih vrsta rasprostranjenih po tropskim i umjerenim područjima širom svijeta.
U Hrvatskoj je jedina vrsta Cleome spinosa, čiji je sinonim Tarenaya spinosa.

## Vrste
1. Cleome aculeata L.
2. Cleome affinis DC.
3. Cleome africana Botsch.
4. Cleome afrospina Iltis
5. Cleome albescens Franch.
6. Cleome aldenella W.R.Ernst
7. Cleome allamanii Chiov.
8. Cleome amblyocarpa Barratte & Murb.
9. Cleome angulata (DC.) Schult. & Schult.f.
10. Cleome angustifolia Forssk.
11. Cleome anomala Kunth
12. Cleome arabica L.
13. Cleome arenitensis Craven, Lepschi & Fryxell
14. Cleome ariana Hedge & Lamond
15. Cleome aspera J.Koenig ex DC.
16. Cleome augustinensis (Hochr.) Briq.
17. Cleome bahiana (Iltis & Costa-e-Silva ex Soares Neto & Roalson) ined.
18. Cleome bahiensis (Ule) Christenh. & Byng
19. Cleome bojeri Hadj-Moust.
20. Cleome boliviensis Iltis
21. Cleome bororensis (Klotzsch) Oliv.
22. Cleome brachiata (Bojer) Briq.
23. Cleome brachycarpa Vahl ex DC.
24. Cleome brachystyla Deflers
25. Cleome brevipetiolata D.F.Chamb. & Lamond
26. Cleome briquetii Polhill
27. Cleome bundeica P.S.Short
28. Cleome burttii R.A.Graham
29. Cleome carnosa (Pax) Gilg & Gilg-Ben.
30. Cleome chapalensis Iltis
31. Cleome chelidonii L.f.
32. Cleome chilensis DC.
33. Cleome chiriquensis (Standl.) Govaerts
34. Cleome chodatiana Iltis
35. Cleome chrysantha Decne.
36. Cleome cleomoides (F.Muell.) Iltis
37. Cleome coccinea (Benth.) Govaerts
38. Cleome coeruleorosea Gilg & Gilg-Ben.
39. Cleome coluteoides Boiss.
40. Cleome conrathii Burtt Davy
41. Cleome cordobensis Eichler ex Griseb.
42. Cleome costaricensis Iltis
43. Cleome crenopetala DC.
44. Cleome decipiens Triana & Planch.
45. Cleome dendroidea Schult. & Schult.f.
46. Cleome densiflora (Benth.) Triana & Planch.
47. Cleome densifolia C.H.Wright
48. Cleome diffusa Banks ex DC.
49. Cleome dodecandra L.
50. Cleome dodecaphylla Vell.
51. Cleome domingensis Iltis
52. Cleome drepanocarpa O.Schwartz
53. Cleome droserifolia (Forssk.) Delile
54. Cleome dumosa Baker
55. Cleome × ecuadorica Heilborn
56. Cleome elegantissima Briq.
57. Cleome eosina J.F.Macbr.
58. Cleome erosa (Nutt.) Eaton
59. Cleome felina L.f.
60. Cleome flava Banks ex DC.
61. Cleome foliolosa DC.
62. Cleome foliosa Hook.f.
63. Cleome fosteriana Iltis
64. Cleome frutescens Aubl.
65. Cleome gallaensis Gilg & Gilg-Ben.
66. Cleome gardneri Briq.
67. Cleome gaudichaudii Briq.
68. Cleome gigantea L.
69. Cleome glandulosa Ruiz & Pav. ex DC.
70. Cleome glaucescens DC.
71. Cleome gobica Grubov
72. Cleome gordjaginii Popov
73. Cleome gossweileri Exell
74. Cleome guaranitica (Chodat & Hassl.) Briq.
75. Cleome guianensis Aubl.
76. Cleome gynandra L.
77. Cleome hadramautica Thulin
78. Cleome hanburyana Penz.
79. Cleome hemsleyana (Bullock) Iltis
80. Cleome heratensis Bunge & Bien. ex Boiss.
81. Cleome hirta (Klotzsch) Oliv.
82. Cleome hispidula (DC.) Govaerts
83. Cleome horrida Mart. ex Schult. & Schult.f.
84. Cleome houstonii R.Br.
85. Cleome houtteana Schltdl.
86. Cleome humilis Rose
87. Cleome iberica DC.
88. Cleome iberidella Welw. ex Oliv.
89. Cleome insolata P.S.Short
90. Cleome jamesii (Torr. & A.Gray) Govaerts
91. Cleome jamesonii Briq.
92. Cleome kalachariensis Gilg & Gilg-Ben.
93. Cleome karachiensis S.Riaz, Abid & Qaiser
94. Cleome karjaginii Tzvelev
95. Cleome kelleriana (Schinz) Gilg & Gilg-Ben.
96. Cleome kenneallyi Hewson
97. Cleome kermesina Gilg & Gilg-Ben.
98. Cleome kersiana Thulin
99. Cleome khorassanica Bunge & Bien. ex Boiss.
100. Cleome laburnifolia Roessler
101. Cleome lanceolata (Mart. & Zucc.) Iltis
102. Cleome latifolia Vahl ex DC.
103. Cleome lechleri Eichler
104. Cleome leptorachis Linden & Planch.
105. Cleome lilloi M.Gómez
106. Cleome limmenensis P.S.Short
107. Cleome limoneolens J.F.Macbr.
108. Cleome linophylla (O.Schwarz) Pax & K.Hoffm.
109. Cleome lipskyi Popov
110. Cleome longifolia C.Presl
111. Cleome longipes Lamb. ex DC.
112. Cleome lophosperma P.S.Short
113. Cleome macradenia Schweinf.
114. Cleome macrophylla (Klotzsch) Briq.
115. Cleome macrorhiza C.Wright
116. Cleome maculata (Sond.) Szyszyl.
117. Cleome magnifica Briq.
118. Cleome mathewsii Briq.
119. Cleome melanosperma S.Watson
120. Cleome microaustralica Iltis
121. Cleome microcarpa Ule
122. Cleome monandra DC.
123. Cleome monophylla L.
124. Cleome monophylloides R.Wilczek
125. Cleome moricandii Briq.
126. Cleome moritziana Klotzsch ex Eichler
127. Cleome mossamedensis Exell & Mendonça
128. Cleome niamniamensis Schweinf. & Gilg
129. Cleome oligandra Kers
130. Cleome omanensis (D.F.Chamb. & Lamond) Thulin
131. Cleome ornithopodioides L.
132. Cleome oxalidea F.Muell.
133. Cleome oxypetala Boiss.
134. Cleome oxyphylla Burch.
135. Cleome pakistanica (Jafri) Khatoon & A.Perveen
136. Cleome pallida Kotschy
137. Cleome paludosa Willd. ex Eichler
138. Cleome paradoxa R.Br. ex DC.
139. Cleome parviflora Kunth
140. Cleome parvipetala R.A.Graham
141. Cleome parvisepala Heilborn
142. Cleome parvula R.A.Graham
143. Cleome paxii (Schinz) Gilg & Gilg-Ben.
144. Cleome perplexa Briq.
145. Cleome perrieri Hadj-Moust.
146. Cleome pilosa Benth.
147. Cleome polyanthera Schweinf. & Gilg
148. Cleome polytricha Franch.
149. Cleome postrata D.Subram.
150. Cleome potosina B.L.Rob.
151. Cleome procumbens Jacq.
152. Cleome pruriens Planch. & Triana
153. Cleome puberula Planch. & Triana
154. Cleome puccionia Christenh. & Byng
155. Cleome pulchella (Lindl.) Schult. & Schult.f.
156. Cleome quinquenervia DC.
157. Cleome ramosissima Parl. ex Webb
158. Cleome refracta (Engelm.) Mabb.
159. Cleome regnellii Eichler
160. Cleome rosea Vahl ex DC.
161. Cleome rostrata Bobrov
162. Cleome rotundifolia (Mart. & Zucc.) Iltis
163. Cleome rubella Burch.
164. Cleome rubelloides Kers
165. Cleome rupicola Vicary
166. Cleome rutidosperma DC.
167. Cleome scaposa DC.
168. Cleome schimperi Pax
169. Cleome schlechteri Briq.
170. Cleome semitetrandra Sond.
171. Cleome serrata Jacq.
172. Cleome siliculifera Eichler
173. Cleome silvatica Gilg & Gilg-Ben.
174. Cleome simplicifolia (Cambess.) Hook.f. & Thomson
175. Cleome sinaloensis Brandegee
176. Cleome socotrana Balf.f.
177. Cleome speciosa Raf.
178. Cleome spinosa Jacq.
179. Cleome stenopetala Gilg & Gilg-Ben.
180. Cleome stenophylla Klotzsch ex Urb.
181. Cleome steveniana Schult. & Schult.f.
182. Cleome stricta (Klotzsch) R.A.Graham
183. Cleome strigosa (Bojer) Oliv.
184. Cleome stylosa Eichler
185. Cleome suffruticosa Schinz
186. Cleome tenella L.f.
187. Cleome tenuifolia (Mart. & Zucc.) Iltis
188. Cleome tenuis S.Watson
189. Cleome tetrandra Banks ex DC.
190. Cleome titubans Speg.
191. Cleome tomentella Popov
192. Cleome torticarpa Iltis & T.Ruíz
193. Cleome trachycarpa Klotzsch ex Eichler
194. Cleome trachysperma (Torr. & A.Gray) Pax & K.Hoffm.
195. Cleome tucumanensis Iltis
196. Cleome turkmena Bobrov
197. Cleome uncifera Kers
198. Cleome uniglandulosa Cav.
199. Cleome usambarica Pax
200. Cleome violacea L.
201. Cleome virens J.F.Macbr.
202. Cleome viscosa L.
203. Cleome werdermannii Alf.Ernst
204. Cleome yunnanensis W.W.Sm.

## Vanjske poveznice
|  | Zajednički poslužitelj ima još gradiva o temi Cleome |
|  | Wikivrste imaju podatke o taksonu Cleome             |